# Arnstorf
Arnstorf es un municipio situado en el distrito de Rottal-Inn, en el estado federado de Baviera (Alemania), con una población a finales de 2016 de unos 6779 habitantes.
Se encuentra ubicado al este del estado, en la región de Baja Baviera, cerca de la orilla del río Eno —un afluente derecho del Danubio— y de la frontera con Austria.